# Хасселборо, Фредерик
Фредерик Хасселборо (англ. Frederick Hasselborough; ум. 4 ноября 1810, остров Кэмпбелл, совр. Новая Зеландия) — австралийский капитан и морской зверобой из Сиднея. В 1810 году открыл в южной части Тихого океана острова Кэмпбелл и Маккуори.
Утонул вместе с двумя членами своей команды, когда их лодка перевернулась.
В его честь были названы река и бухта.